# Primärumlaut
A Primäerumlaut egy nyelvtörténeti jelenség a német nyelvben és a germanisztika ill. általánosságban véve a nyelvészet egy fogalma.
Jelentése magyarul elsődleges hangeltolódás, és az ófelnémet valamint a középfelnémet nyelvkorszakok időbeli határán bekövetkezett változás. A ófelnémet nyelv hangjai bizonyos körülmények között szabályszerűen más magánhangzókká alakultak, bizonyos regionális különbségekkel. Az ófelnémet korszakra vonatkozóan az a feltételezés, hogy az /e/ hang és az /a/ hang között nem volt jelentésmegkülönböztetés, tehát egymás allofónjai voltak. Ennek következtében a rövid /a/ hang /e/ hanggá változott akkor, ha a következő szótagban /i/ vagy /j/ szerepelt.Az /a/ hang tehát olyan erősen hasonult az /i/ ill. /j/ hanghoz a következő szótagban, hogy ez kihatással volt a hang szájbeni képzési helyére, az /a/ hangot ez a kihatás mintegy megemelte, vagy eltolta. Ez a regresszív vagy anticipatív asszimiláció. A jelenség nevének választott "elsődleges" azzal is magyarázható, hogy a graféma <e> már sokkal régebbről kimutatható, mint a többi, később hasonló hangeltolódáson végigment hang, méghozzá a 8. századtól.